# Sean Astin
Sean Patrick Astin, född 25 februari 1971 i Santa Monica i Kalifornien, är en amerikansk skådespelare. Astin är känd för rollen som Sam Gamgi i filmtrilogin om Härskarringen.
Sean Astin är son till skådespelarna Patty Duke och John Astin (den ursprunglige Gomez i TV-serien Familjen Addams). Hans dotter Alexandra Astin har också haft skådespelarroller på film.

## Filmografi (i urval)
- 1985 – Goonies – Dödskallegänget
- 1987 – Like Father Like Son
- 1987 – White Water Summer
- 1989 – Den vilda jakten på lyckan
- 1990 – Memphis Belle
- 1991 – Toy Soldiers
- 1992 – California Man
- 1993 – Rudy
- 1996 – I sanningens namn
- 1998 – Bulworth
- 2001 – Sagan om ringen
- 2002 – Sagan om de två tornen
- 2003 – Sagan om konungens återkomst
- 2004 – 50 First Dates
- 2004 – Elvis Has Left the Building
- 2005 – Slipstream
- 2006 – 24 (TV-serie)
- 2006 – Asterix och vikingarna (röst)
- 2006 – Click
- 2008 – Forever Strong
- 2009 – Stay Cool
- 2009 – Alvin och gänget 2
- 2010 – The Lord of the Rings: Aragorn's Quest (röst i datorspel)
- 2010 – The Witches of Oz
- 2011 – Demoted
- 2012 – Teenage Mutant Ninja Turtles (TV-serie) (röst)
- 2014 – The Surface
- 2017 – Stranger Things (TV-serie)
- 2025 – Little Lorraine